# Eleições regionais em Baden-Württemberg de 2006
As eleições regionais em Baden-Württemberg de 2006 foram realizadas a 26 de Março e, serviram para eleger os 139 deputados para o parlamento regional.informações
A União Democrata-Cristã continuou como o partido mais votado, mantendo-se estável nos 44% dos votos e obtendo 69 deputados para o parlamento regional.
O Partido Social-Democrata da Alemanha obteve um péssimo resultado, caindo para níveis da década de 1990, ficando-se pelos 25,2% dos votos e 38 deputados.
A Aliança 90/Os Verdes e o Partido Democrático Liberal conquistaram bons resultados, obtendo 11,7% e 10,7% dos votos, respectivamente.
Após as eleições, a coligação de governo, que governa a região desde 1996, entre democratas-cristãos e liberais, foi renovada e manteve-se no poder.

## Resultados Oficiais
| Partido                 | Partido                                                  | Votos     | %     | +/-   | Deputados | +/-     |
| ----------------------- | -------------------------------------------------------- | --------- | ----- | ----- | --------- | ------- |
|                         | União Democrata-Cristã                                   | 1 748 766 | 44,15 | 0,65  | 69 / 138  | 6       |
|                         | Partido Social-Democrata                                 | 996 207   | 25,15 | 8,14  | 38 / 139  | 7       |
|                         | Aliança 90/Os Verdes                                     | 462 889   | 11,69 | 3,96  | 17 / 139  | 7       |
|                         | Partido Democrático Liberal                              | 421 994   | 10,65 | 2,54  | 15 / 139  | 5       |
|                         | Alternativa Eleitoral para o Trabalho e a Justiça Social | 121 753   | 3,07  | Novo  | 0 / 139   | Novo    |
|                         | Os Republicanos                                          | 100 081   | 2,53  | 1,85  | 0 / 139   | Estável |
|                         | Outros                                                   | 108 925   | 2,76  |       | 0 / 139   |         |
| Votos Inválidos         | Votos Inválidos                                          | 51 826    | 1,29  | 0,28  |           |         |
| Total                   | Total                                                    | 4 012 441 | 100   |       | 139 / 139 | 11      |
| Eleitorado/Participação | Eleitorado/Participação                                  | 7 516 919 | 53,38 | 9,20  |           |         |
| Fonte                   | Fonte                                                    | [ 1 ]     | [ 1 ] | [ 1 ] | [ 1 ]     | [ 1 ]   |